# Herad (Farsund)
Herad is een dorp en een  voormalige gemeente in de voormalige  fylke Vest-Agder in het zuiden van Noorwegen. De gemeente werd gesticht in 1837. In 1893 werd Herad in tweeën gesplitst en werd Spind een zelfstandige gemeente. In 1965 werden beide samengevoegd met Lista en Farsund, waarbij de nieuwe gemeente koos voor de naam van Farsund.
De huidige dorpskerk werd gebouwd in 1957 nadat de bestaande kerk uit 1840 door brand verloren was gegaan.